# 加藤雅章
加藤 雅章（かとう まさあき、1972年4月29日 - ）は、北海道放送（HBC）のアナウンサー。千葉県勝浦市生まれ。

## 人物
千葉県立長生高等学校卒業後、日本の大学を受験するも不合格となり、留学を目指し河合塾国際教育センターに入学。河合塾時代の同級生に岩本賢一（北海道日本ハムファイターズチームディレクター兼渉外担当）がいる。
ボーリング・グリーン州立大学卒業後、1996年にHBC入社。アナ同期は山内要一、元報道記者の武田明子、現フリーアナウンサーの石山愛子。
主にニュース番組のキャスターを務めていたが、ラジオのフリートークではダジャレや下ネタを交えることが多く、HBCの後輩である山根あゆみに「HBCのエロ男爵」&「ダジャレ男爵」と評されている。
2024年10月1日にコンテンツ制作センターアナウンス部長に就任。

## 現在の担当番組

### テレビ
- 北のビジネス最前線（ナレーション担当）
- HBCニュース（不定期）

### ラジオ
- HBCファイターズナイター（土曜日スタジオ担当）

その他ラジオCMのナレーションを多数担当している他、レギュラーパーソナリティが出張・休暇等の際の代役（HBCではカバーと表現）も多く担当している。
- HBCニュース（不定期）

## 過去の担当番組

### テレビ
- 金曜ブランチ（2022年3月25日終了）

### ラジオ
- ベストテンほっかいどう
- 加藤雅章の夕刊ほっかいどう
- HBCスポーツゾーン『ファイト!!』
- 気ままにWEEKEND

### テレビ
- 総力報道!THE NEWS HBC
- 北海道NEWS1
- Hana*テレビ
- 今日ドキッ!